# Nina Myers
Nina Myers es un personaje de ficción interpretado por Sarah Clarke en la serie de televisión 24. Nina era la jefa de personal de la UAT de Los Ángeles durante la primera temporada, fue amante en el pasado de Jack Bauer y mantuvo un relación con Tony Almeida después de que terminara su relación con el primero.

## Biografía

### Temporada 1
Nina empieza su día en la UAT cuando tiene que apoyar a su jefe y examante, Jack Bauer para buscar pruebas contra George Mason, enviado de División, y así lograr obtener de él información necesaria sobre los eventos del día. Ira Gaines, quien en ese momento trataba de atacar a Jack y a su familia, demanda que Jack elimine a Nina, y Jack se ve forzado a fingir que la elimina equipándole con un chaleco antibalas y disparándole para botarla a un barranco.
Cuando Nina vuelve a la UAT, se descubre un topo trabajando para Ira Gaines, Jamey. Jamey se suicida en extrañas circunstancias y Nina, junto con su actual pareja Tony Almeida, tienen que tratar de proteger a Jack de la furia del Servicio Secreto cuando Jack se ve obligado a atentar contra la vida del candidato presidencial David Palmer.
Varias horas más tarde, cuando Jack descubre al verdadero villano tras los eventos del día, Victor Drazen, tiene que fingir que asesina a Palmer, y mantener en secreto que el candidato está vivo para negociar con los Drazen. Alguien en la UAT bajo el nombre de Yelena, filtra esa información a los Drazen. Jack descubre, tras revisar vídeo digital de la UAT, que es Nina quien ha eliminado a Jamey y quien ha filtrado la información. Nina trata de escapar de la UAT y comunicarse con un contacto que le provee una ruta de escape, cuando es escuchada por Teri. Cuando Nina sale a los estacionamientos de la UAT, se enfrenta contra Jack Bauer y es capturada. Pero Nina ha tenido éxito en su misión, ocultando su ruta de escape matando a Teri.

### Temporada 2
En esta segunda temporada, Nina cobra un papel trascendental cuando vuelve a aparecer e intenta detener la misión que trata de una bomba nuclear e intenta secuestrar a Jack Bauer. Nina siempre está con los malos, y con sus influencias y habilidad, logra siempre ser reclutada en las misiones más peligrosas. Ella está vinculada con Syed Ali y sabe dónde éste se encuentra, pero ella pide un indulto presidencial antes de cooperar. Va como prisionera en un avión y hablando fluidamente en árabe con Faheen a fin de colaborar con Jack, pero el avión sufre un accidente donde mueren todos, menos Jack y Nina.
Sin embargo, como al final ella cumplió aun así los requisitos del indulto, ella aun así recibe el indulto y es puesta en libertad

### Temporada 3
Nina aparece en un momento inesperado por todos, lo cual es extraño ya que no se sabe cómo escapa de las manos de la unidad antiterrorista, está tratando de comprar un virus peligroso el cual Jack Bauer está intentando comprar para destruirlo. Jack Bauer vuelve a capturar a Nina Myers y llevarla a la UAT y allí tras un intento de escapar, Jack la reduce a punta de pistola,ella trató de suplicarle a Jack, pero este no la perdonó y acabó con su vida por medio de 3 balazos más. Bauer por fin lograría vengar la muerte de Teri.

## Curiosidades
Según los productores de la serie, a pesar de las quejas de los aficionados, dieron dos razones para eliminar al personaje; en primer lugar, no sabían como encajarla en la trama que se estaba desarrollando y no querían que Nina volviese a prisión o que escapase de nuevo. En segundo lugar, tenían que deshacerse de personajes míticos, por lo que ese año le tocó a ella y a Sherry Palmer, mujeres con mucho en común, pero que nunca han rodado juntas. De hecho se conocieron en la fiesta final de rodaje de la tercera temporada. Y así.
- Datos: Q284262